# Sindacalismo giallo
Il sindacalismo giallo (in francese syndicalisme jaune; in inglese Company unionism) è l'attività antisindacale compiuta tramite la creazione o il controllo imprenditoriale di sindacati dei lavoratori.

## Storia
Presente già negli Stati Uniti d'America negli anni venti del XX secolo, il fenomeno fu dichiarato illegale con la legge Wagner (National Labor Relations Act, o "Legge sui rapporti nazionali di lavoro") del 1935, con la quale si faceva divieto alle parti imprenditoriali di fondare, finanziare o controllare organizzazioni sindacali dei lavoratori.
Analogo fenomeno era sorto in Francia a fine '800 per sfociare in una vera e propria organizzazione sindacale avente come capo Paul Lanoir, sostituito molto presto da Pierre Biétry.
In Italia l'articolo 17 dello statuto dei lavoratori (legge n. 300/1970) proibisce agli imprenditori e alle loro associazioni di costituire e finanziare associazioni sindacali dei lavoratori.
Il termine è oggi utilizzato in ambito giornalistico per indicare un'organizzazione sindacale che si ritiene di fatto asservita al datore di retribuzione, o ad altri soggetti i cui interessi sono contrapposti a quelli dei lavoratori.
Un "sindacato giallo" viene ritenuto differente dalle legittime associazioni sindacali, le quali devono essere organizzate in base a regolare statuto secondo criteri democratici e trasparenti, hanno titolo a sottoscrivere i contratti nazionali e prevedono il versamento di una quota di iscrizione.